# Virginia (Montero)
Virginia es una ópera en cuatro actos, con música del compositor venezolano José Ángel Montero y libreto de Domenico Bancalari (1809-1879). Fue la primera ópera compuesta en Venezuela y fue estrenada en el Teatro Caracas el 26 de abril de 1873. El texto de la ópera trata sobre el poder despótico y la injusticia social.

## Recepción
En 1969 es repuesta en el Teatro Municipal de Caracas, con la soprano Fedora Alemán interpretando el papel central de la ópera. Posteriormente fue llevada a disco. Por último, fue repuesta en julio de 2003, en un montaje de la Compañía Nacional de Opera Alfredo Sadel y el Teatro Teresa Carreño. Entre los solistas destacaron Elizabeth Almenar, Cayito Aponte y Amelia Salazar.

## Grabaciones
- Virginia: Fedora Alemán
- Claudio: Ramón Iriarte
- Icilio: Blas Martínez
- Marcos: Alfredo Izquierdo
- Virginio: Danilo Van der Hahn
- Emilia: Yolanda Correa
- Coro de la Escuela Nacional de Ópera
- Orquesta Sinfónica de Venezuela
- Dirección: Primo Casale
- Fundación Vicente Emilio Sojo, Número de catálogo: CD20101 // CD20102